# Erich Beer
Erich „Ete“ Beer (* 9. prosince 1946 Neustadt bei Coburg) je bývalý německý fotbalista. Za západoněmeckou reprezentaci hrál v letech 1975–1978, nastoupil k 24 zápasům a vstřelil v nich sedm branek. Získal s ní stříbrnou medaili na Mistrovství Evropy 1976. Zúčastnil se rovněž Mistrovství světa 1978 (Němci vypadli ve 2. kole, které se hrálo formou skupiny). Hrál za 1. FC Norimberk (1968–1969), Rot-Weiss Essen (1969–1971), Herthu Berlín (1971–1979), saúdskoarabský Al Ittihad FC (1979–1981) a Mnichov 1860 (1981–1982). Krátce působil i jako trenér, vedl Mnichov 1860 (1983–1984) a SpVgg Bayreuth (1985).